# Jean Jacques Buff
Jean Jacques Buff (5 maart 1997) is een Zwitsers voormalig skeletonracer die sinds 2022 uitkwam voor Liechtenstein.

## Carrière
Buff startte zijn carrière in het seizoen 2019/20 in de Europe Cup waar hij 36e werd. Hij nam in februari 2020 deel aan het WK voor junioren waar hij 21e werd. Buff maakte zijn wereldbekerdebuut in het seizoen 2020/21 waar hij een 35e plaats wist te halen in de eindstand na aan twee wedstrijden deel te nemen in de Wereldbeker. Hij nam daarnaast ook deel aan de Intercontinental Cup waar hij elfde werd in de eindstand.
Het seizoen erop nam hij opnieuw deel, ditmaal aan een wedstrijd. Hij eindigde 40e in de einduitslag, hij nam niet deel aan de wedstrijd in Sankt Moritz ondanks dat hij er mocht starten. De wedstrijd gold tevens als Europees kampioenschap.
Nadat hij in 2022 niet geselecteerd werd voor de Olympische Winterspelen veranderde hij van bond en kwam sindsdien uit voor Liechtenstein. In het seizoen 2022/23 nam hij deel aan de Intercontinental Cup waar hij tiende werd en in de Europe Cup waar hij dertiende werd. Op het WK werd hij individueel 22e en in de gemengde competitie werd hij aan de zijde van Katharina Eigenmann zeventiende. Hij stopte na het seizoen 2022/23.

## Privéleven
Zijn broer Vinzenz Buff is ook actief in het skeleton.

## Resultaten
| Seizoen | Divisie              | Niv. | #1  | #2  | #3  | #4  | #5  | #6  | #7  | #8  | Punten | Rang |
| ------- | -------------------- | ---- | --- | --- | --- | --- | --- | --- | --- | --- | ------ | ---- |
| 2019/20 | Europe Cup           | III  | 25e | 25e | 19e | 25e | -   | -   | -   | -   | 32     | 36e  |
| 2020/21 | Intercontinental Cup | II   | -   | 11e | 12e | 10e | -   |     |     |     | 204    | 11e  |
| 2020/21 | Wereldbeker          | I    | -   | -   | -   | -   | -   | 16e | -   | 21e | 158    | 35e  |
| 2021/22 | Europe Cup           | III  | 6e  | 5e  | -   | -   | -   | -   | -   | -   | 85     | 27e  |
| 2021/22 | Intercontinental Cup | II   | -   | -   | 13e | 17e | 14e | 20e | -   | -   | 194    | 25e  |
| 2021/22 | Wereldbeker          | I    | -   | -   | -   | -   | -   | -   | 21e | DNS | 62     | 40e  |
| 2022/23 | Europe Cup           | III  | 4e  | 6e  | 9e  | 7e  | -   | -   | -   | -   | 162    | 13e  |
| 2022/23 | Intercontinental Cup | II   | 16e | 12e | 7e  | 6e  | -   | -   | 11e | 10e | 424    | 10e  |